# Chilly (discogroep)
Chilly was een disco act met internationale bekendheid. Vooral door hun debuutsingle For Your Love uit 1978, een bewerkte cover van de hit van de Britse rockband The Yardbirds uit 1965. Het bereikte in Amerika een Billboard-lijst en er was succes in Zuid-Afrika.

## Producers act
De groep was een project van de Duitse producer en componist Bernt Möhrle. Chilly werd opgericht tijdens de gloriedagen van Boney M.: niet alleen het geluid van Chilly is vergelijkbaar met dat van Boney M. maar ook de presentatie van de nummers voor televisie. De studiomuzikanten Johan Daansen, Christian Kolonovits en geluidstechnicus Tammy Grohe werkten zowel voor Boney M. als voor Chilly.

## Brad Howell (Milli Vanilli-studiozanger)
Brad Howell die eind jaren tachtig en begin jaren negentig veel success had met sessiezang voor de leadzang van Milli Vanilli zong ook de leads voor Chilly. Chilly besloot pas in een later stadium om Howell te vervangen door een geschikte performer. Oorspronkelijk was Howell lid van de (zichtbare) groep Chilly want Howell stond zelf als groepslid op de eerste persingen van de debuutsingle en debuutalbum. Het nummer werd vlak na de release onder andere ten gehore gebracht in het bekende Musikladen. Maar zonder Howell: de Amerikaanse showman Oscar Pearson was gekozen als geschikte vervangende performer en werd zo de "optische zanger".
Howell was voor Chilli  ook werkzaam als studiomuzikant en componist. Zo schreef hij de albumtrack Heartattack in my Cadillac en samen met Brent Möhrle de tweede single, Come to L.A. uit 1979.

## Overige zang en misleiding
Werner Südhoff uit Duitsland en Andrea Linz (oorspronkelijke bezetting in 1978) en Sofia Eyango uit Kameroen die Linz verving in 1979 waren net zoals Oscar Pearson "visual performers". Het enige zelfzingende lid in de zichtbare groep was zangeres Ute Weber.
"Leadzang en achtergrondzang door Chilly" werd er op een slimme manier ongedetailleerd bij de zangcredits vermeld, omdat het hele team als Chilly valt te bestempelen. De overige zang is gecrediteerd onder "additional vocals" door onder andere Brad Howell en Johan Daansen.

## Discografie

### De vijf uitgebrachte albums
For Your Love (1978)
1. For Your Love And For Love Suite
2. Better Stop
3. Dance With Me
4. C'mon Baby
5. Key Of Love
6. Sensation
7. Love Love Love

Come to L.A. (1979)
1. Sunshine Of Your Love
2. Heartattack In My Cadillac
3. Sacrifice
4. Come To L.A.
5. Get Up And Move
6. Layla
7. Springtime
8. Friday On My Mind
9. Have Some Fun Tonight

Showbiz (1980)
1. There's No Business Like Showbusiness
2. Showbiz
3. Rock'n Roll Sally
4. Taxman
5. Come Let's Go
6. The Race
7. Thank You
8. Days
9. Two Wrongs Don't Make A Right
10. We Are The Popkings
11. I Hear You Knocking
12. Gotta Move On
13. When The Lights Go Down

Secret Lies (1982)
1. Dimension 5
2. Secret Lies
3. Ten Million Dollar Baby
4. Brain Storming
5. Doll Queen
6. Stars
7. Simply A Love Song
8. Play Me A Classic Symphony
9. The Sun Ain't Gonna Shine Anymore
10. Runaround
11. Energy
12. Hide

Devil's Dance (1983)
1. For Your Love Techno
2. One Moment One Second
3. Peep Peep
4. Love On The Rebound
5. Portable Movement
6. Soulflashback
7. Goo Goo Eyes
8. Jambo Africa
9. Man From The East
10. Cant We Talk It Over
11. Devil's Dance
12. Johnny Loves Jenny
13. Rosi Rice

### De uitgebrachte singles (met de hoogste Duitse hitnoteringen)[11][12]
- 1978: For Your Love,  nr. 41  (7 weken in de lijst)
- 1979: Come to L. A.,  nr. 32  (13 weken in de lijst)
- 1979: Friday on My Mind
- 1980: Come Let’s Go,  nr. 33  (13 weken in de lijst)
- 1980: We Are the Popkings,  nr. 21  (31 weken in de lijst)
- 1981: Johnny Loves Jenny,  nr. 18  (17 weken in de lijst)
- 1981: Simply a Love Song,  nr. 51  (11 weken in de lijst)
- 1982: Secret Lies,  nr. 64  (2 weken in de lijst)
- 1983: Oh, I Love You
- 1983: Goo Goo Eyes

### Hitsucces buiten Duitsland[12]
- 1978: For Your Love, nr. 2 in Zuid-Afrika en nr. 38 in Billboards Super Club Songs
- 1980: Friday on my mind, nr. 10 in Zuid-Afrika